# Euphrosine monroi
Euphrosine monroi är en ringmaskart som beskrevs av Kudenov 1993. Euphrosine monroi ingår i släktet Euphrosine och familjen Euphrosinidae.
Artens utbredningsområde är havet kring Nya Zeeland. Inga underarter finns listade i Catalogue of Life.